# San Ildefonso
Real Sitio de San Ildefonso – gmina w Hiszpanii, w prowincji Segowia, w Kastylii i León, o powierzchni 144,81 km². W 2011 roku gmina liczyła 5626 mieszkańców.